# Alcea remotiflora
Alcea remotiflora là một loài thực vật có hoa trong họ Cẩm quỳ. Loài này được (Boiss. & Heldr.) Alef. mô tả khoa học đầu tiên năm 1862.